# Arnaud Chautemps
Arnaud Chautemps (* 22. Januar 1997) ist ein französischer Skilangläufer.

## Werdegang
Chautemps, der für den C.S. La Feclaz startet, nahm von 2013 bis 2017 an U18 und U20-Rennen im Alpencup teil und belegte dabei in der Saison 2016/17 den zehnten Platz in der U20-Gesamtwertung. Bei den Junioren-Skiweltmeisterschaften 2017 in Soldier Hollow gewann er die Bronzemedaille mit der Staffel. Zudem errang er dort jeweils den 33. Platz über 10 km Freistil und im Sprint. Im Dezember 2017 startete er in Prémanon erstmals im Alpencup und kam dabei auf den 19. Platz über 15 km klassisch. Bei den U23-Weltmeisterschaften 2019 in Lahti lief er auf den 34. Platz im Sprint, auf den achten Rang im 30-km-Massenstartrennen und auf den siebten Platz über 15 km Freistil. Zu Beginn der Saison 2019/20 hatte er in Davos sein Debüt im Weltcup und belegte dabei den 34. Platz im Sprint. Im weiteren Saisonverlauf kam er im Alpencup achtmal unter die ersten Zehn, darunter Platz drei im Sprint in Planica und Rang zwei im Sprint in Campra und erreichte damit den vierten Platz in der Gesamtwertung des Alpencups. Seine besten Platzierungen bei den U23-Weltmeisterschaften 2020 in Oberwiesenthal waren der siebte Platz im 30-km-Massenstartrennen und der sechste Rang mit der Staffel. In der Saison 2020/21 holte er in Dresden mit dem 25. Platz im Sprint seine ersten Weltcuppunkte und gewann mit zwei dritten Plätzen und einen zweiten Platz die Gesamtwertung des Alpencups. 2023 gewann er den 53. Engadin Skimarathon.